# Hvalfjörður

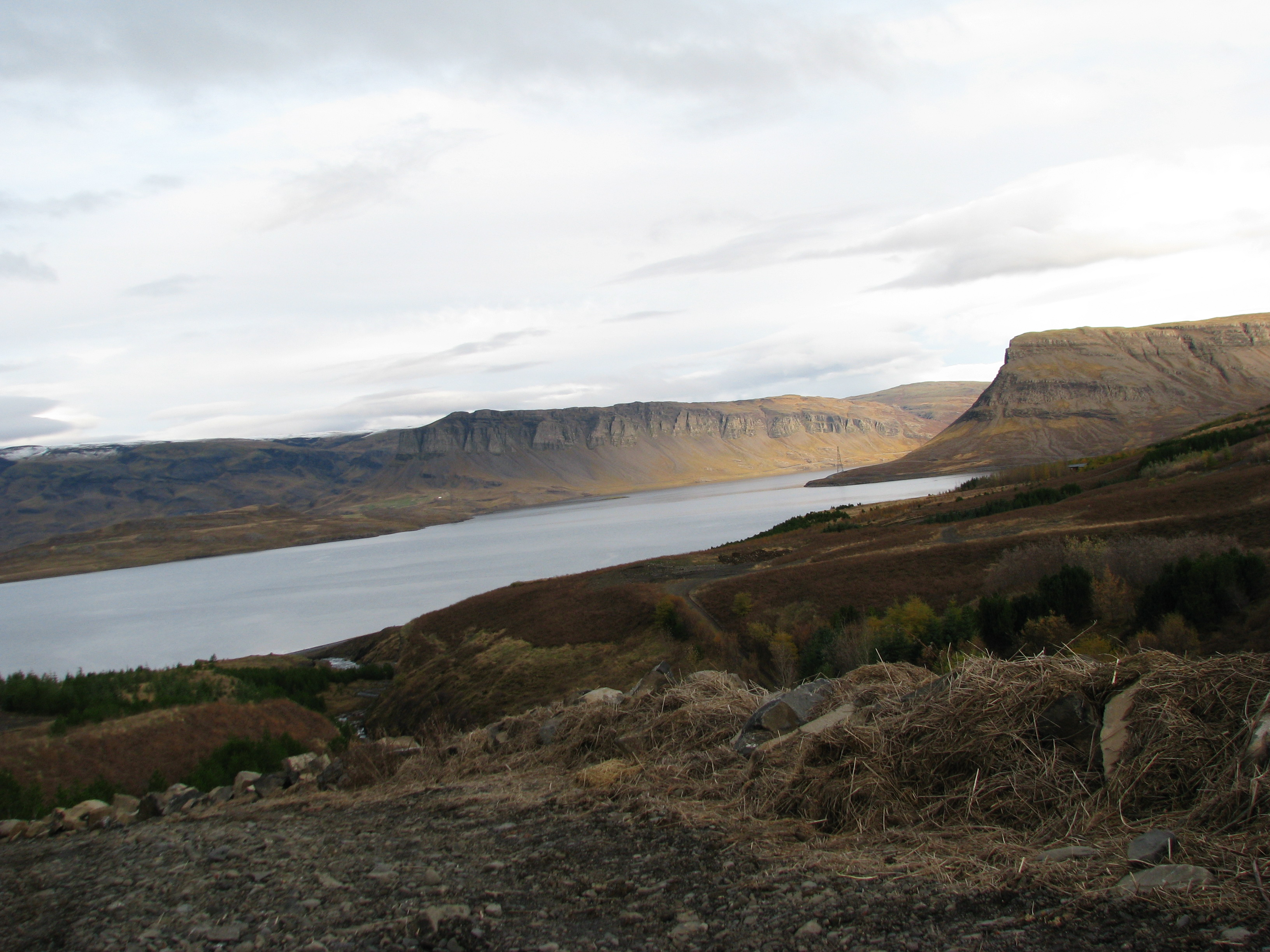
Zicht op Hvalfjörður met rechts de 390 meter hoge Múlafjall.

Hvalfjörður is een fjord in het westen van IJsland, niet ver van Akranes. Hij is ongeveer 30 kilometer lang en 5 kilometer breed. Er komen twee dalen op de fjord uit, de Botnsdalur en de Brynjudalur die door de Múlafjall (zie foto) van elkaar gescheiden worden, en in beide dalen komen fraaie watervallen voor.

## Herkomst van de naam
De naam Hvalfjörður is IJslands voor "Walvisfjord" en is afkomstig van een sage over een walvis die vissersboten in de fjord aanviel. Onder de slachtoffers bevonden zich twee zonen van een priester, die de walvis vervloekte en hem via de rivier Botnsá in het meer Hvalvatn deed belanden. Het meer heeft, net als de fjord, zijn naam aan dit verhaal te danken. Ook het grote aantal walvissen die in de fjord zwommen, en het feit dat tot het eind van de jaren tachtig een van de grootste walvisstations in IJsland aan dit fjord gevestigd was zorgen voor de naamsbekendheid van Hvalfjörður.

## Tunnel
Tot aan het eind van de jaren negentig moest men met een omweg van 62 kilometer rond de fjord rijden om van Reykjavík via de hringvegur naar Akranes te rijden. In 1998 is de bijna 6 kilometer lange Hvalfjörðartunnel (IJslands: Hvalfjarðargöng) in gebruik genomen. De tunnel bereikt een diepte van 165 meter onder het zeeniveau.

## Omgeving
Vlak bij het schiereilandje Þyrilsnes ligt een onooglijk klein eilandje, Geirshólmur, dat met steile wanden uit de fjord omhoogrijst. Volgens de saga van Hord leefde Hörður Grímkelsson daar een aantal jaren als vogelvrijverklaarde samen met zijn vrouw, kinderen en gevolg.
Aan het einde van de fjord vertrekt een wandelpad naar de op een na hoogste (198 meter) waterval van IJsland, de Glymur.  